# 葛が谷
葛が谷（くずがや）は、神奈川県横浜市都筑区の地名。「丁目」の設定のない単独町名である。住居表示実施済区域。

## 地理
都筑区の西部に位置し、東に茅ケ崎南、南東に平台、南西に高山、北西に大丸、北東に荏田南と接している。

## 歴史

### 沿革
- 1986年（昭和61年）2月10日 - 住居表示の実施に伴い、池辺町の一部を分離し、葛が谷を新設。横浜市緑区葛が谷となる[6]。
- 1987年（昭和62年）5月6日 - 住居表示の実施に伴い、池辺町、荏田町の各一部を葛が谷に編入[6]。
- 1994年（平成6年）11月6日 - 行政区再編成に伴い、都筑区を新設。横浜市都筑区葛が谷となる[7]。

## 世帯数と人口
2025年（令和7年）6月30日現在（横浜市発表）の世帯数と人口は以下の通りである。
| 町丁   | 世帯数    | 人口    |
| ------ | --------- | ------- |
| 葛が谷 | 1,023世帯 | 2,095人 |

### 人口の変遷
国勢調査による人口の推移。
| 年                 | 人口  |
| ------------------ | ----- |
| 1995年（平成7年）  | 1,207 |
| 2000年（平成12年） | 1,166 |
| 2005年（平成17年） | 1,203 |
| 2010年（平成22年） | 1,647 |
| 2015年（平成27年） | 1,760 |
| 2020年（令和2年）  | 1,788 |

### 世帯数の変遷
国勢調査による世帯数の推移。
| 年                 | 世帯数 |
| ------------------ | ------ |
| 1995年（平成7年）  | 362    |
| 2000年（平成12年） | 372    |
| 2005年（平成17年） | 433    |
| 2010年（平成22年） | 679    |
| 2015年（平成27年） | 748    |
| 2020年（令和2年）  | 811    |

## 学区
市立小・中学校に通う場合、学区は以下の通りとなる（2024年11月時点）。
| 番・番地等 | 小学校               | 中学校             |
| ---------- | -------------------- | ------------------ |
| 全域       | 横浜市立川和東小学校 | 横浜市立川和中学校 |

## 事業所
2021年（令和3年）現在の経済センサス調査による事業所数と従業員数は以下の通りである。
| 町丁   | 事業所数 | 従業員数 |
| ------ | -------- | -------- |
| 葛が谷 | 89事業所 | 1,657人  |

### 事業者数の変遷
経済センサスによる事業所数の推移。
| 年                 | 事業者数 |
| ------------------ | -------- |
| 2016年（平成28年） | 91       |
| 2021年（令和3年）  | 89       |

### 従業員数の変遷
経済センサスによる従業員数の推移。
| 年                 | 従業員数 |
| ------------------ | -------- |
| 2016年（平成28年） | 1,561    |
| 2021年（令和3年）  | 1,657    |

## 交通
- 横浜市営地下鉄グリーンライン都筑ふれあいの丘駅

## 施設
- 都筑ふれあいの丘（複合公共施設）
- AOKIホールディングス本社

## その他

### 日本郵便
- 郵便番号 : 224-0062[3]（集配局：都筑郵便局[17]）

### 警察
町内の警察の管轄区域は以下の通りである。
| 番・番地等 | 警察署     | 交番・駐在所 |
| ---------- | ---------- | ------------ |
| 全域       | 都筑警察署 | 池辺町交番   |